# Rufino Montesinos Ugarteche
Rufino Alejandrino Montesinos Ugarteche fue un hacendado, militar y político peruano. Fue hijo de Santiago Montesinos del Valle.
Fue elegido diputado por la entonces provincia cusqueña de Cotabambas entre 1868 y 1871 durante el gobierno de José Balta y reelecto en 1872.
Durante su gestión, tuvo un esencial papel en la creación del departamento de Apurímac mediante la separación de las provincias cusqueñas de Aymaraes, Cotabambas y Abancay y la provincia ayacuchana de Andahuaylas. El proyecto de ley fue presentado tanto por él como por el diputado por Abancay José Manuel Ocampo para la creación del nuevo departamento que debía llevar el nombre "Departamento de Entre Ríos" siendo que el 17 de abril de 1873 se oficializa la nueva unidad territorial pero con el nombre de departamento de Apurímac. Asimismo, Montesinos junto con Ocampo y el senador cusqueño Manuel Benigno de la Torre apoyaron la moción de que sea la ciudad de Abancay la capital del nuevo departamento presentada por el diputado abancaíno Benjamín Herencia Zevallos. En función de ello, desde 1874 fue considerado diputado por el departamento de Apurímac. Fue reelegido en 1876 durante el gobierno de Mariano Ignacio Prado y reelecto en 1879 durante el gobierno de Nicolás de Piérola y la guerra con Chile.
Luego de la creación del departamento en 1873, fue su primer prefecto.
Rufino Montesinos Ugarteche, así como sus hijos, son personajes de la novela andina ¡Aquí están los Montesinos! del peruano Feliciano Padilla Chalco